# Asterix a Vikingové
Asterix a Vikingové (francouzsky Astérix et les Vikings) je francouzská animovaná komedie, kterou v roce 2006 zrežíroval Stefan Fjeldmark.

## Děj
Do Gálie přijíždí náčelníkův synovec; zženštilý Zničehonix. Asterix a Obelix dostávají úkol, který tak jednoduchý zase není, udělat ze Zničehonixe pravého nebojácného muže. Avšak vše se ještě více komplikuje poté, co Zničehonixe unesou vikingové, kteří po něm požadují aby je naučil létat. Asterix a Obelix se musí tedy vydat do chladných, severských zemí, aby Zničehonixe našli a zachránili.

## Dabing včeštině
1.dabing (2006)
| Pavel Trávníček   | Asterix          |
| Ota Jirák         | Obelix           |
| Lucie Vondráčková | Abba             |
| Filip Švarc       | Zničehonix       |
| Ladislav Lakomý   | Panoramix        |
| Jiří Prager       | Věstihlav        |
| Zdeněk Junák      | Náčelník Vikingů |

Vyrobilo: Studio Ebbi pro SPI International v roce 2006

2.dabing (2018)
| Zdeněk Junák       | Obelix    |
| Kateřina Horáčková | Abba      |
| Karel Mišurec      | Panoramix |

Vyrobila: Brněnská soukromá televize pro JOJ Group v roce 2018